# 権威に訴える論証

権威に訴える論証

権威に訴える論証（けんいにうったえるろんしょう、英: argument from authority, appeal to authority、argumentum ad verecundium）とは、命題が真であることを立証するために、権威によって裏付ける帰納的推論の一つである。統計を利用した統計的三段論法の形をとることが多い。権威がその主題に関しては専門ではなかったり、専門家の間でもその主題に関して意見が一致していない場合があり、権威に訴える論証は往々にして誤謬となる。権威に訴える論証の逆は、発言者の権威の欠如などを理由にその主張を偽であるとする人身攻撃である。
不明瞭な言葉でも、権威のある人の意見を正しいと思いやすく、影響されやすいという心理傾向のことを、権威への隷属（けんいへのれいぞく）という。ただし、単に権威が行った表明が真であると主張するだけなら誤謬とは言えない。それは真かもしれないが、単に証明できないか、権威に帰することで真であると仮定しているだけだった場合、その仮定自体は批評の対象となり、結果として実際には間違いが判明することがある。権威の表明と相反する批評が行われるとき、その表明を権威が行ったという事実は、批評を無視する論証とはなり得ない。

## 形式
権威に訴える論証には、2種類の基本的形式がある。権威の専門知識がより適切であるほど、その論証には注目せざるを得ない。しかし、権威は絶対ではないので、その権威が無謬であると断言するような「権威に訴える論証」は誤謬である。
第一の形式は、発言者当人はその分野の権威ではないが、自分の主張がその分野の権威の主張と同じであると指摘する形式である。例えば、「アーサー・C・クラークは一日に3回デンタルフロスをする必要があるというレポートを公表した」という文があっても、アーサー・C・クラークは歯科の専門家ではないので、多くの人にデンタルフロスの必要性を納得させることはできないだろう。推薦文を利用した広告は、このような論理的誤謬を伴っていることが多い。例えば、スポーツ選手や俳優が腕時計や香水について一般人より専門知識を有することはあまりないと思われるが、彼らが特定のブランドの腕時計や香水を推薦することは、広告として非常に価値がある。
第二の形式は、適切な分野の権威を引用するもので、より主体的かつ認識的重みを持つ。ある分野の権威とされる人は平均的な人よりもその分野での経験や知識が豊富と考えられ、その意見は一般人よりも正しいと認識されることが多い。自動車修理などの実用的テーマでは、経験豊富な自動車修理工は一般人よりも遥かに信用されるだろう。専門家と同程度の経験・知識・スキルを自分で習得できず、専門家を信頼せざるを得ない状況は多々ある。外科医を信用するために、外科学の知識の詳細を全て知る必要はない。しかし、専門家が間違っていることもありうるので、その専門知識が主張の妥当性を保証するとは限らない。
数学では、第二の形式で発言者自身が権威であった場合、揶揄をこめて "proof by tenure"（終身在職権による証明）などと呼ぶことがある。

### 論理的誤謬としての「権威に訴える論証」
誤謬とされる「権威に訴える論証」は以下のような形式を基本とする。
1. A さんが B と主張する。
2. A さんに関して何らかのポジティブな面がある。
3. したがって、B という主張は真である。

一番目の主張は「事実の主張」であり、議論の中心となる。三番目は「推論による主張」であり、推論プロセスを表している。「推論による主張」は明示的な場合と暗黙的な場合がある。逆に A さんについてのネガティブな面を根拠として「推論による主張」を行う場合を人身攻撃と呼ぶ。

## 例
- アリストテレスの哲学的信念を根拠とする。「アリストテレスがそう言ったのなら、そうだ」
- イエス・キリスト、ムハンマド、その他の宗教の開祖を哲学的根拠とする。「（その宗教の開祖が）そう言ったのなら、そうだ」というような主張は、その人物の神聖性、延いては無誤であるという信念に基づいている。
- 神聖なテキストを根拠とする。「（そのテキストが）そう言っているなら、そうだ」前の例と同様、神聖なテキストが無誤であるという信念に基づいている。
- 有名な人物の言葉を引用する。「アレキサンダー・ポープが言ったように、愛国心は悪党の最後の拠り所だ」と言った場合、愛国主義は常に悪だという意味を暗に含んでいる。
- 先生や両親に教えられたことを根拠とする。「先生がそう言ったんだから、そうに違いない」
- 職業的専門知識を有することを根拠とする。「この医師は○○というアスピリンを推奨している」、「銀行家は給料の6カ月ぶんを貯金することを推奨している」
- ウィキペディアに書かれていることを根拠とする。「中立的な観点で書かれているから正しいだろう」「ウィキペディアはたくさんの人が集まって書いているから正しいだろう」

ある論証が権威に訴える論証であったとしても、それが真でないということにはならないし、信じるに値しないということにもならない。単に権威がそのように主張しているというだけでは、その帰結が真であることは保証できないだけである（真理を参照）。理想的には、命題（あるいは命題をサポートする論証）が真であるから権威もそれを真だと信じるのであって、その逆ではない。権威に訴える論証は、したがって原因と結果を混同している。さらに言えば、厳密な真理は複雑な主題であることに注意が必要である。

## 議論
最も尊敬された古代ギリシアの哲学者の1人としてピタゴラスがいる。彼の弟子は、師の言葉を彼らの表明の根拠とする習慣で知られており、それを αὐτὸς έφη (autos ephe) または "he himself hath said it" と表現した。この風習は後の哲学者や聖職者にも受け継がれた。スコラ学の影響があったため、表現はラテン語に翻訳され ipse dixit となった。
12世紀から15世紀にかけての中世において、アリストテレスの哲学は教養の基盤となり、議論においてはアリストテレスの信念を活用することが重要視された。中世後期の哲学においてはアリストテレスが中心と考えられていたため、彼はラテン語で Ille Philosophus（定冠詞付きの哲学者）と呼ばれ、アリストテレスの引用が ipse dixit と呼ばれるようになった。この場合、アリストテレスは哲学における権威の例だが、哲学は直接的証拠が見つかりにくい分野であり、そのためにアリストテレスの言葉には重みはあっても絶対的な言葉ではない。一方、天文学者は天文学の知識が豊富であり、例えば惑星の存在を直接的証拠で証明できる立場にあるので、全ての天文学者が海王星が存在すると信じていることが海王星の存在証明として働くという論証はより注目せずにはいられない。ただし、「天文学者が信じているから」よりも直接的証拠から論証する方が当然ながら好ましい。
権威主義的倫理学はメタ倫理学的理論であり、神や法などの権威から倫理的知識を獲得する。衆人に訴える論証は権威に訴える論証の特殊ケースであり、この場合の権威は世論である。
「なぜなら私がそう言ったから」的な論証は、権威に訴える論証の中でも論理的誤謬である。このような主張が権威（特に親）によってされる時、論証は自動的に妥当であると仮定される。ただし、親がこのような言い方をすべきでないとか、子供がそのような親の言葉に従うべきでないということではない。「なぜなら私がそう言ったから」は「あなたに判るように理由を説明するには、複雑すぎるし長くなるから」を短縮したものと見ることもできる場合もあるが、これは論理としては問題がある。しかし、結論が間違っているかどうかとは無関係である。

## 権威に訴えない認識論
汎批判的合理主義と呼ばれる哲学では、あらゆる権威・証明・反駁・弁明を否定し排除する。そしてあらゆるものを批判の対象とし、批判の対象には観察（すなわち、「Xが直接観察されたのだから、Xは真に違いない」という推論も批判対象となる）、論理、批判そのものが含まれる。汎批判的合理主義者は「権威に訴える論証」を必要とせず、相対主義にも独断主義にも染まっていないので、その立場は完全性を有する。